# Сулумбек Сагопшинский
Сулумбе́к Гараводжев (Гандало́ев), также Сулумбек Сагопши́нский, а также Сулумбек Горовожев (1878, Сагопши — 25 августа 1911, Владикавказ) — ингушский абрек, представитель тайпа Гандалой.

## Биография

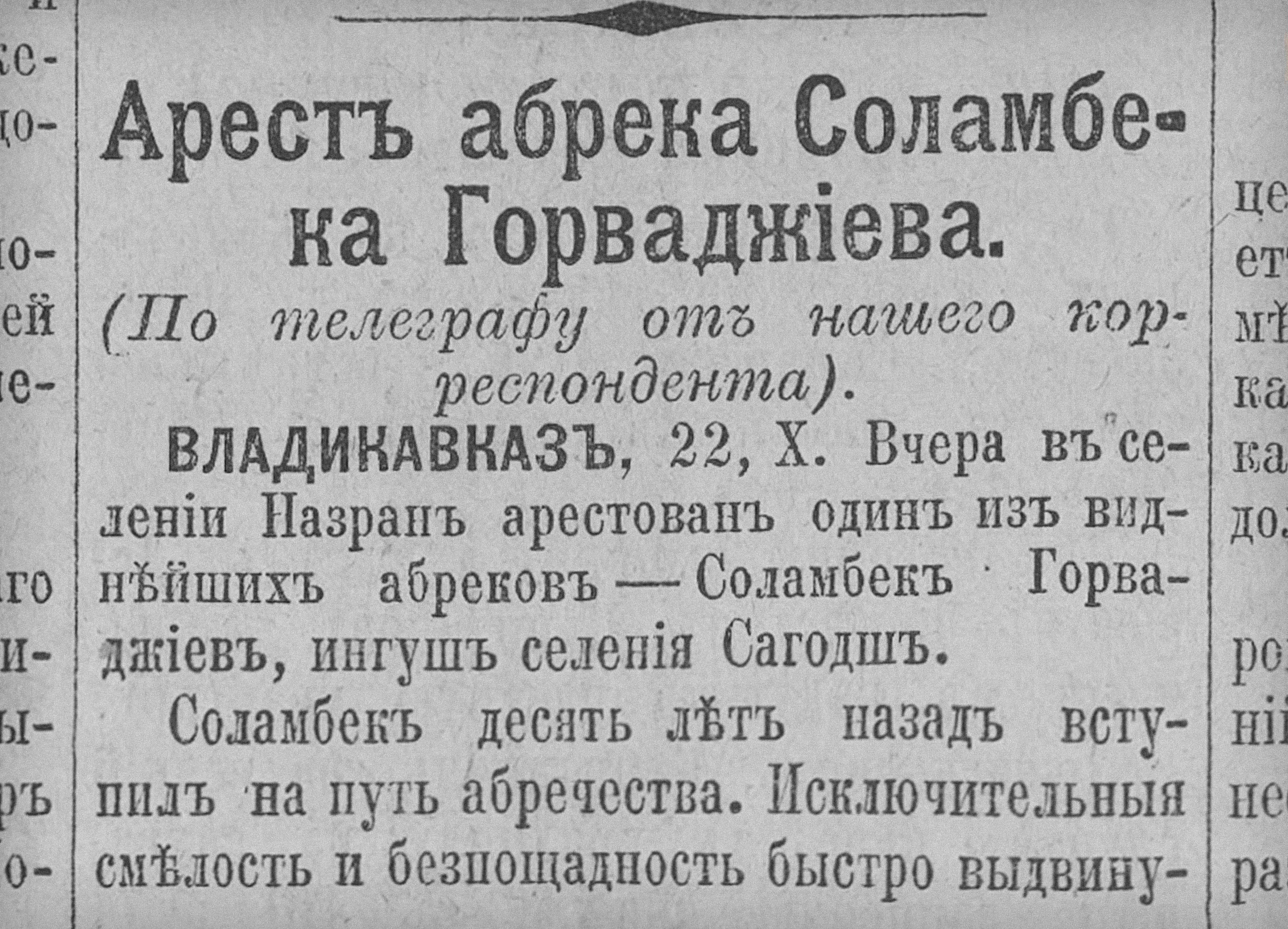
Газета «Русское слово», № 244 — Москва, 1911 г.

Родился в 1878 году в селении Сагопши Владикавказского округа Терской области. Ингуш по национальности. Из-за конфликта с казачьим урядником будущий абрек попал в тюрьму.
В тюрьме Сулумбек встретил Зелимхана Гушмазукаева (будущий чеченский абрек). Архивные документы свидетельствуют, что Зелимхан и Сулумбек вместе совершили побег из тюрьмы. Потом стали друзьями, вместе участвовали в набегах. Сулумбек при этом выбирал самый опасный участок. Он не раз участвовал в дерзких набегах вместе с Зелимханом: в ограблении Кизлярского банка, нападении на богачей, кассы и почту, голова Сулумбека оценивалась царскими властям в 10 тыс. рублей.
Сулумбек многократно выручал Зелимхана в опасных ситуациях, где чеченский абрек мог бы погибнуть. В стычке с беноевцами многие абреки были убиты. Беноевец по имени Буцус подмял под себя Зелимхана, ослабленный и разбитый абрек не мог никак отбиться от натиска беноевца. Теряющий силы Зелимхан попросил раненного Сулумбека помочь ему, и Сулумбек одним выстрелом смог убить Буцуса. Зелимхан забрал раненного Сулумбека с собой.
После разорения ингушских аулов Кек, Нелх и Эрш и репрессий в отношении их жителей за укрывательство Зелимхана, власти так же потребовали жителей селения Сагопши выдать Сулумбека. Несмотря на уговоры Зелимхана и односельчан, Сулумбек, не желая подвергать опасности людей решил сдаться властям, с условием, что его расстреляют, а не повесят. Он был задержан 21 октября 1910 года и власти не сдержали данное ему обещание. Сулумбек был казнён через повешение 9 августа 1911 года. Очевидцы казни свидетельствовали, что он до самого конца сохранил редкое наружное спокойствие и самообладание и, что он сам выбил ногой стул, на котором стоял.

## В культуре
В 1924 году было опубликовано произведение «Асир-Абрек. Чеченская песня», в котором упоминается Сулумбек. В 2011 году опубликована книга ингушского писателя Иссы Кодзоева «Сулумбек Сагопшинский». В 2019 году режиссёр Лейла Гагиева сняла документальный фильм «Папаха ингуша», первая часть которого называется «Абрек Сулумбек» и, в том числе, описывает жизнь и деятельность абрека. В том же году в опубликованном сборнике А. Сахарова «Легенды и сказания ингушских гор» вошло стихотворение автора, посвященное Сулумбеку. В 2020 году Суламбеку посвятил стихотворение поэт И. Апрельский.

## Память
В честь Сулумбека Сагопшинского названы улицы в городе Назрани и в селе Сагопши, там же установлена и памятная табличка о нём. 28 сентября 2019 года в Ингушетии был проведён Всероссйский турнир по профессиональному боевому самбо памяти Сулумбека Сагопшинского.

### Комментарии
1. ↑  Имя согласно установленной традицией (в большинстве публикациях и документах). Однако, полное имя правильнее писать: Сулумбек Горожевич Гандалоев; Горож — имя отца Сулумбека. Встречается разные варианты орфографии фамилии, как-то Гаравождев, Гаравожев и тд. Это искажение фамилии связано с тем, что перевести с ингушского на русский язык некоторые слова, в частности, собственные имена сложно, а порой невозможно. Например, это связано с тем, что в ингушском языке есть двойные буквы[3].